# Liotrigona bottegoi
Liotrigona bottegoi là một loài Hymenoptera trong họ Apidae. Loài này được Magretti mô tả khoa học năm 1895.